# Phlebia lividina
Phlebia lividina är en svampart som beskrevs av Hjortstam 1995. Phlebia lividina ingår i släktet Phlebia och familjen Meruliaceae.   Inga underarter finns listade i Catalogue of Life.